# 우마루 방구라
우마루 방구라(영어: Umaru Bangura, 1987년 10월 7일 ~ )는 시에라리온의 전 프로 축구 선수로, 시에라리온 국가대표팀에서 활약했다. 그는 수비수와 미드필더로 활약했다.

## 구단 경력

### 회네포스
방구라는 노르웨이 클럽 회네포스에서 시니어 경력을 시작했다.

### 헤우게순
2011년 1월, 방구라는 엘리테세리엔 클럽 헤우게순으로 이적했다. 그는 2011년 3월 20일, 트롬쇠와의 원정 경기에서 2-0으로 패하며 클럽에서 리그 데뷔 전을 치렀다. 그는 71분에 우고나 안요라와 교체 투입되었다. 2011년 9월 25일, 그는 올레순과의 홈 경기에서 1-0으로 승리하며 클럽의 첫 리그 골을 기록했다. 그의 골은 54분에 나왔다.
2013년 여름 잉글랜드 이적 시장에서 방구라는 프리미어리그 클럽 크리스털 팰리스의 관심을 끌었지만, 이적은 성사되지 못했다.

### 디나모 민스크
2013년 12월, 방구라는 벨라루스 프리미어리그의 디나모 민스크로 이적하기로 합의했다. 그는 2014년 3월 30일, 드네프르 모길료프와의 원정 경기에서 1-0으로 승리하며 클럽에서 리그 데뷔 전을 치렀다. 그는 경기 90분 내내 경기에 출전했다.

### 취리히
2016년 8월, 그는 스위스 클럽 취리히와 3년 계약을 체결했다. 그는 2016년 8월 22일, 뇌샤텔 크사막스와의 홈 경기에서 1-0으로 승리하며 클럽의 리그 데뷔 전을 치렀다. 그는 84분 아르만도 사디쿠와 교체 투입되었다. 2016년 10월 2일, 볼렌과의 원정 경기에서 5-0으로 승리하며 클럽의 첫 리그 골을 기록했다. 61분에 득점한 그의 골은 취리히에게 4-0 승리를 안겨주었다.

### 뇌샤텔 크사막스
2021년 1월 8일, 방구라가 취리히에서 방출된 후 스위스 챌린지리그 클럽 뇌샤텔 크사막스와 시즌 종료까지 계약을 맺었다고 발표되었다.

## 국가대표팀 경력
방구라는 2022년 선수 은퇴할 때까지 시에라리온 국가대표팀의 주장이었다. 2019년 10월, 그는 팀이 화난 팬들의 공격을 받아 국가대표팀을 그만두는 것을 고려하고 있다고 밝혔지만, 얼마 지나지 않아 결정을 철회하고 시에라리온을 대표하여 2021년 아프리카 네이션스컵에 참가했다. 이는 시에라리온의 21세기 첫 아프리카 네이션스컵 대회였다.